# 6621 Timchuk
A 6621 Timchuk (ideiglenes jelöléssel 1975 VN5) a Naprendszer kisbolygóövében található aszteroida. Tamara Mikhaylovna Smirnova fedezte fel 1975. november 2-án.